# Eupolemo de Élide
Eupolemo de Élide (en griego: Εὐπόλεμος Ἠλεῖος) o Eupolis de Élide fue un atleta griego de la ciudad de Élide. Ganó varios pentatlones en los Juegos Panhelénicos.
Su victoria en el estadio durante los Juegos Olímpicos del 396 a. C. fue impugnada por León de Ambracia, quien obtuvo el segundo puesto y cuestionó la imparcialidad de los jueces, también de Élide. Esto es casi único en la historia olímpica antigua. Al final del proceso de apelación iniciado por León, los dos jueces que habían fallado a favor de Eupólemo fueron multados, pero la victoria siguió siendo suya.

## Victoria olímpica en disputa
Eupolemo de Élide ganó la carrera a pie de estadio por una distancia de un estadio (unos 192  m ) en los XVI Juegos Olímpicos del  año 396 a. C. Sin embargo, la carrera fue muy reñida y su victoria fue disputada por el segundo clasificado, León de Ambracia..
Tres árbitros, los hellanodices , eran responsables de supervisar las carreras, una tarea difícil. Debió haber sido particularmente difícil separar a unos veinte hombres desnudos esparcidos en un ancho de más de 20 metros al final de un sprint de poco menos de 200 metros. El mes de entrenamiento obligatorio en Olimpia antes de los Juegos, supervisado por los hellanodices, también tenía la función de permitirles distinguir entre los atletas. Sin embargo, con el polvo levantado por la carrera, la vacilación aún era posible. A pesar de todo, la gran multitud también pudo juzgar la meta, y las fuentes no mencionan ninguna protesta de los espectadores cuando los hellanodices anunciaron la victoria de Eupólemo. Sin embargo, él corría en casa, mientras que León llegaba de una pequeña ciudad distante, Ambracia.
La organización de los Juegos era, de hecho, responsabilidad de la ciudad de Élide , y todos los árbitros eran de allí. Dos de los tres jueces de la carrera a pie habían otorgado la victoria a Eupólemo, su compatriota; el tercero había elegido a León de Ambracia. Este último apeló al Consejo Olímpico, acusando a los jueces de haberse dejado corromper financieramente. La victoria fue para Eupólemo. De hecho, es su estatua, realizada por Dédalo de Sición, la que Pausanias describe en el Altis.
Este cuestionamiento de los Hellanodices es una excepción en la historia de los Juegos Olímpicos. Los autores antiguos tienden a elogiar sus cualidades y su imparcialidad. Los dos jueces que decidieron a favor de Eupolemos fueron, sin embargo, condenados por el Consejo Olímpico a pagar una multa, cuya cantidad se desconoce. Las multas impuestas a los atletas eran a menudo muy altas; las de los árbitros también podrían haber sido. Es posible que la suma fuera pagada a León de Ambracia como compensación. Este veredicto del Consejo Olímpico es sorprendente, pero es muy probable que no tuviera la capacidad de revertir una decisión de los Hellanodices, sobre todo por razones religiosas, ya que los ganadores eran considerados elegidos por los dioses.
La acusación de corrupción presentada por León de Ambracia también es problemática. De haberse probado, Eupólemo de Élide también habría sido multado, pero no parece haber sido así. Sin embargo, aún es posible que alguien más pagara a los jueces para que fallaran a favor de Eupólemo. También es posible que favorecieran a su compatriota, consciente o inconscientemente: conociendo a Eupólemo mejor que los corredores extranjeros, podrían haber creído sinceramente que llegaría primero. Finalmente, existe una última posibilidad: dado que los helanódices se sortearon entre los ciudadanos de Élide, los árbitros de la carrera a pie de los XVI Juegos  pudieron haber sido incompetentes.

## Pentatleta
Eupólemo de Élide ganó el pentatlón dos veces en los Juegos Píticos (probablemente en 398 y 394 a. C.) y una vez en los Juegos Nemeos (probablemente en 397 a. C.).